# Ferrovia Mooka
La Ferrovia Mooka (真岡鐵道?, Mōka Tetsudō) è una compagnia ferroviaria giapponese del terzo settore, con sede a Mōka, che gestisce una linea ferroviaria nelle prefetture di Ibaraki e Tochigi.

## Storia
L'azienda è stata fondata il 12 ottobre 1987. L'11 aprile 1988 la compagnia rilevò la linea Mooka, che era stata di proprietà delle ex Ferrovie Nazionali Giapponesi (JNR) e, successivamente, della East Japan Railway Company (JR East). Il 27 marzo 1994 inizia il servizio "SL Mooka", un percorso speciale con locomotiva a vapore. L'8 agosto 2019, di fronte a difficoltà economiche, l'azienda avvia una campagna di donazioni.

## Linee ferroviarie
- Linea Mooka (真岡線?): Shimodate - Motegi (41,9 km, 17 stazioni)

## Materiale rotabile
- Automotrice diesel Mooka 14
- Locomotiva diesel DE10
- Locomotiva a vapore Serie C12 ("SL Mooka")
- OHa e OHaFu x3

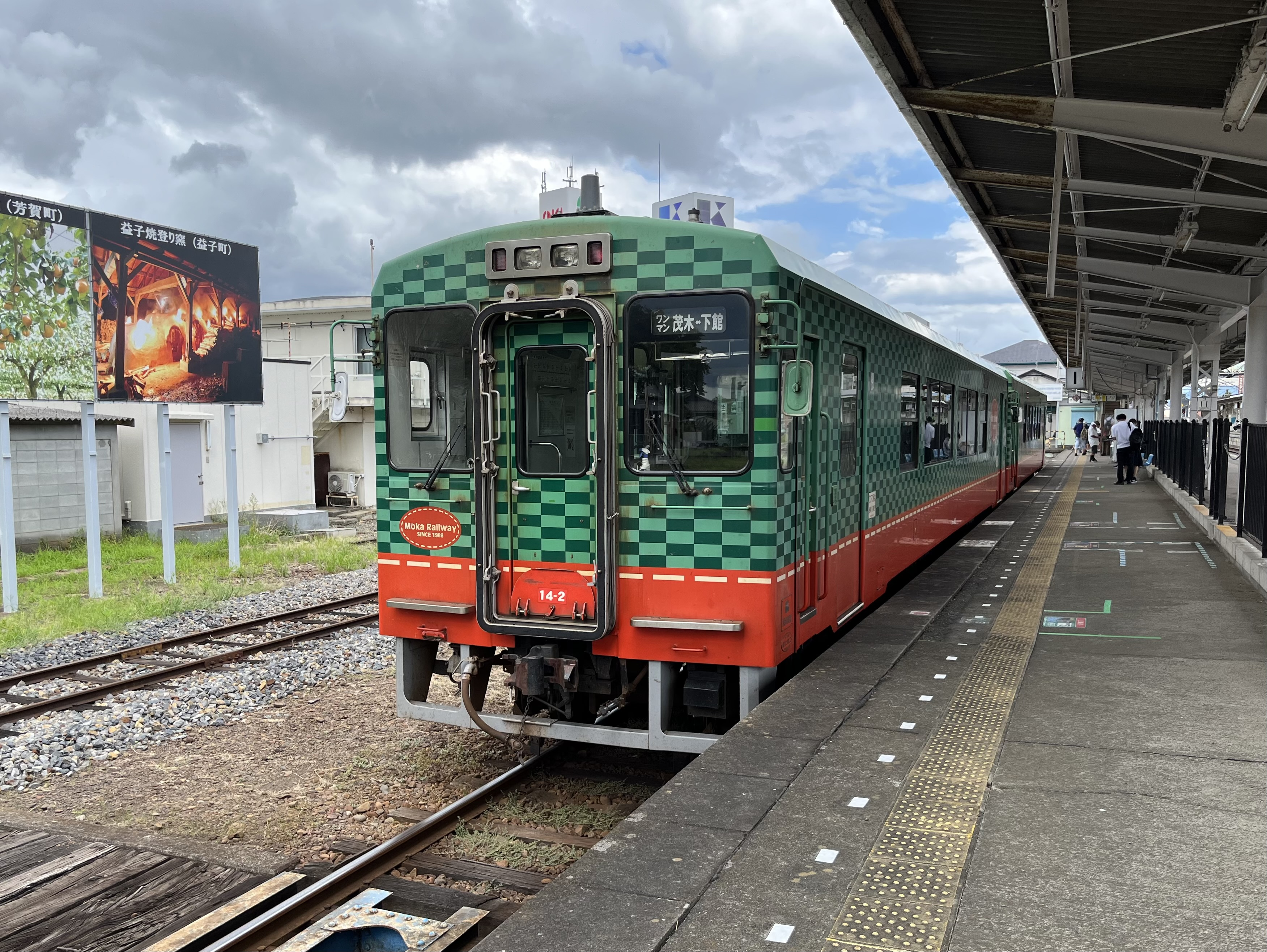
Mooka 14
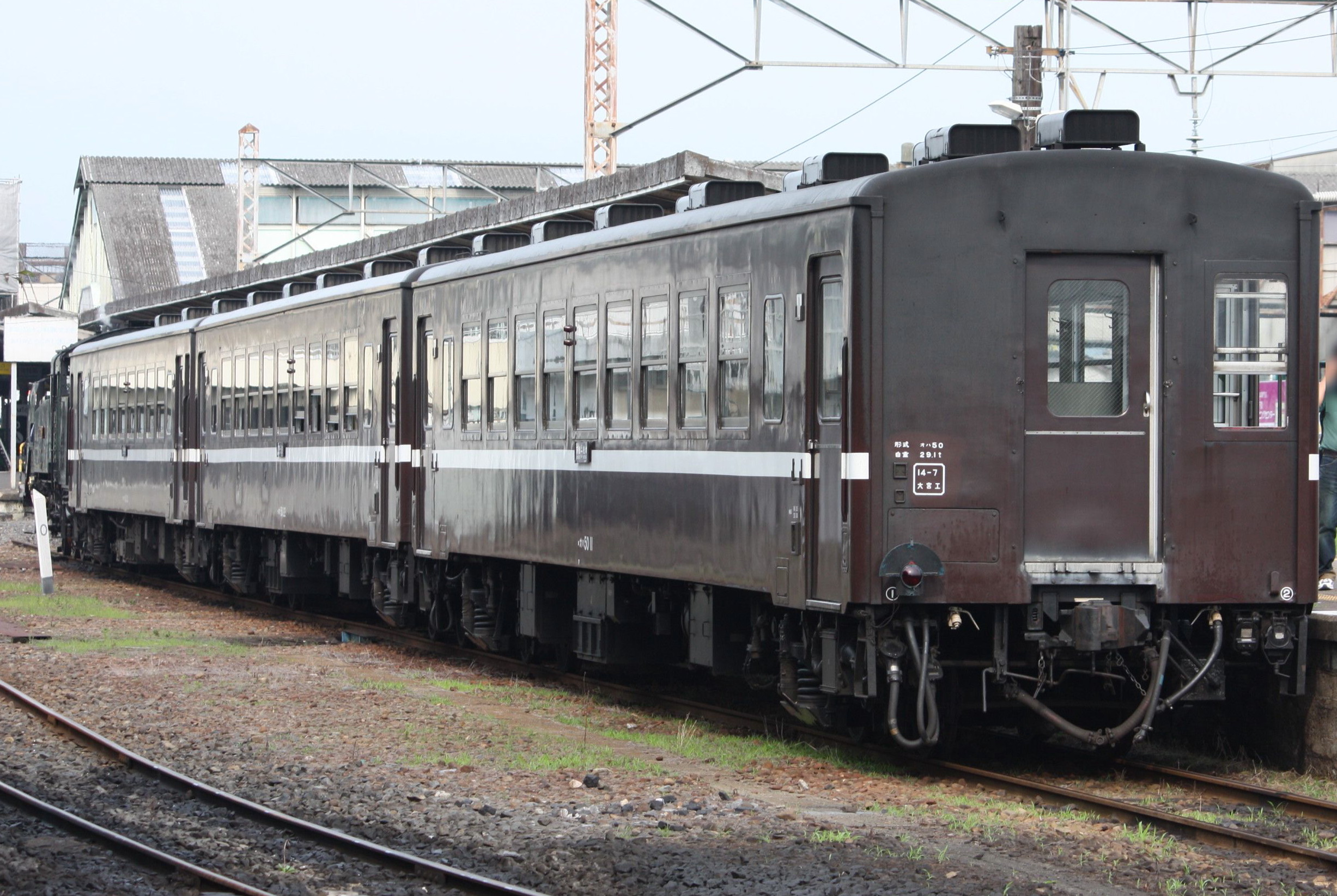
SL50
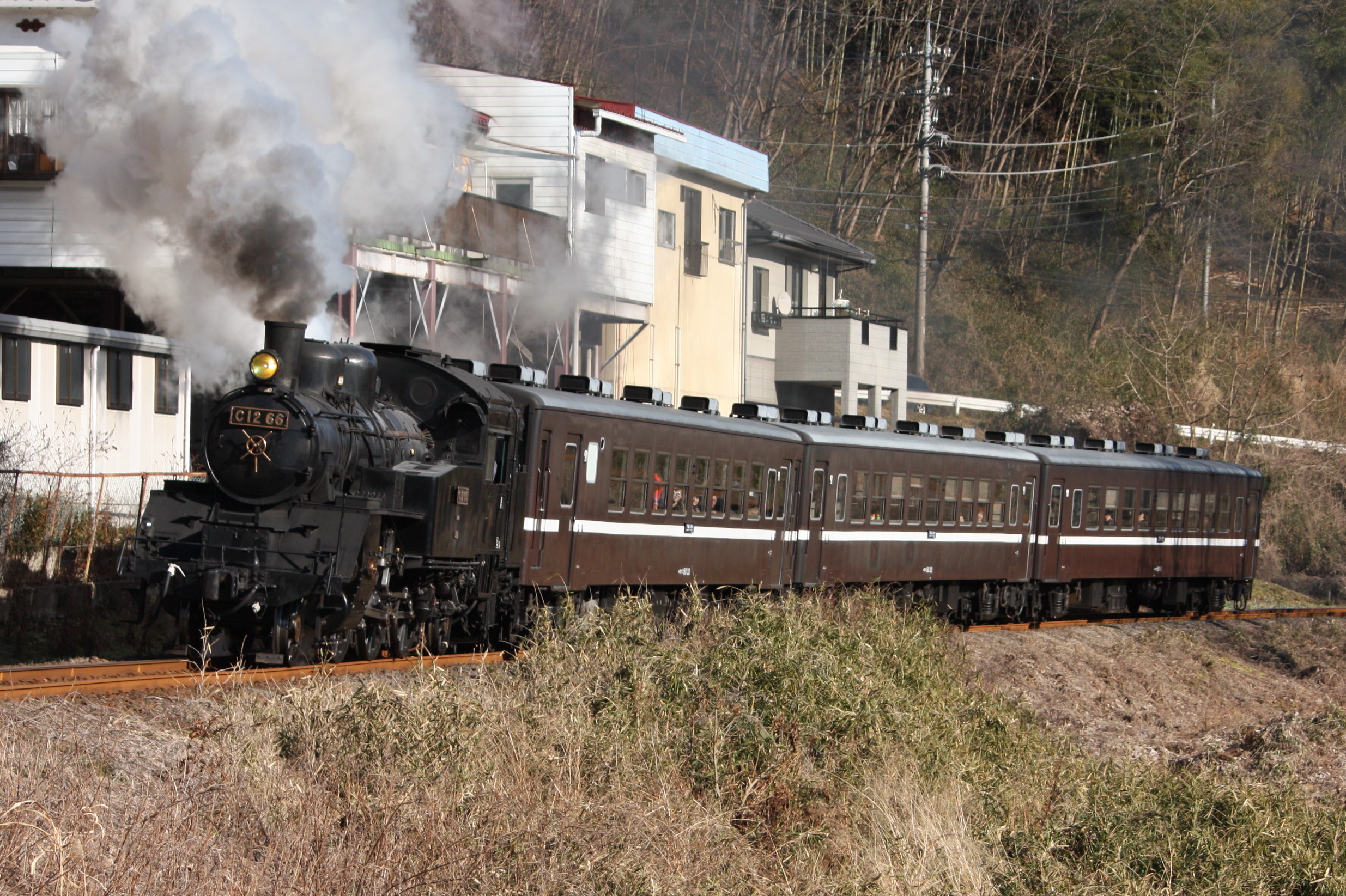
C12 ("SL Mooka")
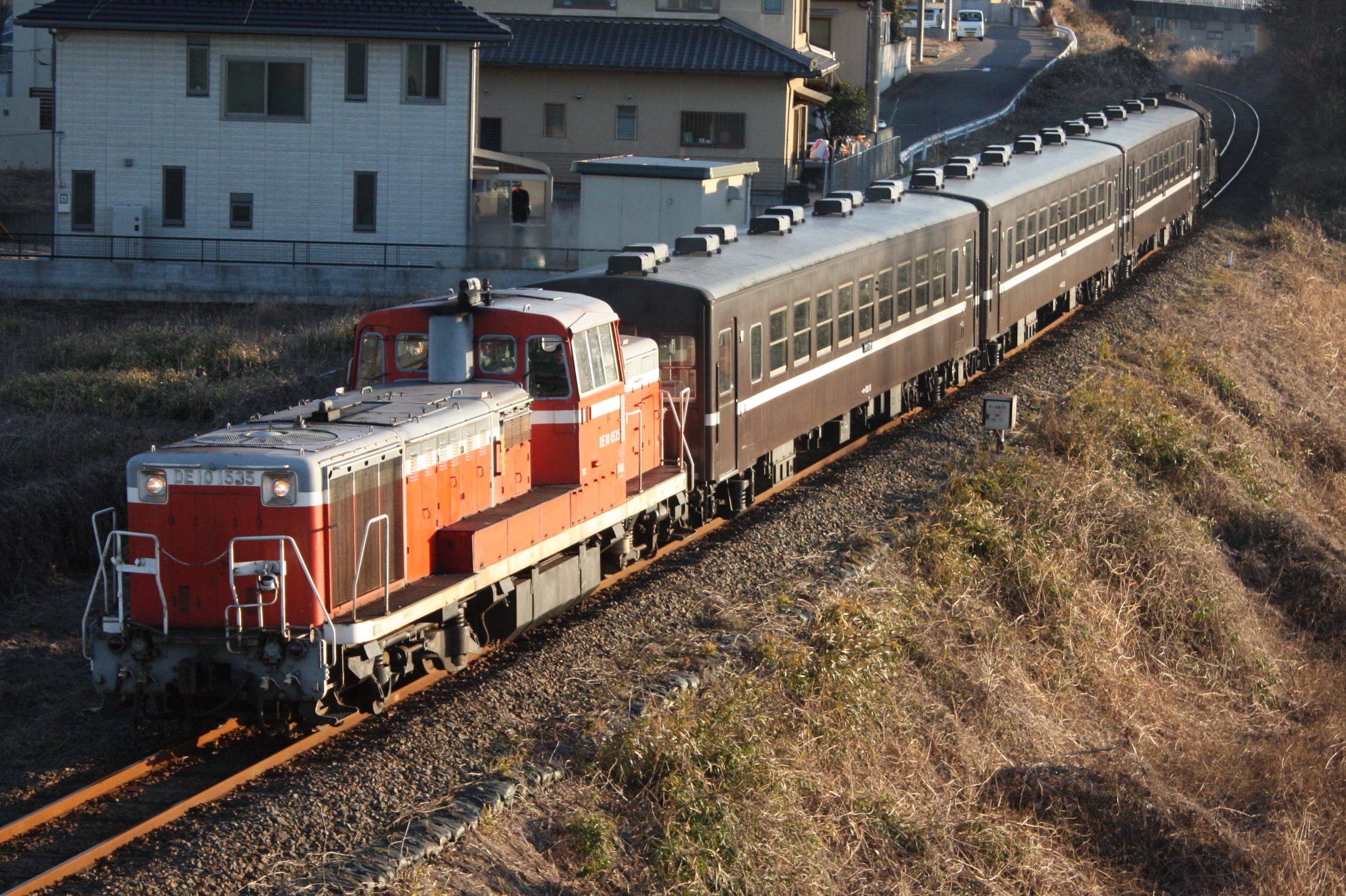
DE10